# Bíró Sándor (történész)
Bíró Sándor (Alsósófalva, 1907. április 12. – Antibes, Franciaország, 1975. július 5.) magyar pedagógus, történetíró. Bíróné Váró Éva férje.

## Életútja, munkássága
Középiskolai tanulmányait Székelyudvarhelyen, az egyetemet és a református teológiát Kolozsvárt és Párizsban végezte. Francia–román–történelem szakos diplomát a kolozsvári egyetemen szerzett (1932). Az Erdélyi Fiatalok egyik alapítója s főmunkatársa. 1932-től a kolozsvári református kollégium tanára, 1937-ben teológiai magántanári képesítést szerzett.
Több cikke és tanulmánya jelent meg az Ifjú Erdély, Ellenzék, Kiáltó Szó, Keleti Újság és a Magyar Nép hasábjain. Történeti kutatásainak előterében az erdélyi történelem állt. 1944 előtt megjelent főbb munkái: A bujdosó fejedelem (Hasznos Könyvtár 9. Brassó, 1936); Az ókor története (Kolozsvár, 1937); A Székelyföld egyházi és kulturális élete 1919 után (Telegdy Zoltán: A nemes székely nemzet képe című kötetben, Debrecen, 1939); Mátyás király (A Magyar Nép könyvtára 63. Kolozsvár, 1940); A Tribuna és a magyarországi román közvélemény (ETF 128. Kolozsvár, 1941). Sajtó alá rendezte Oroszhegyi Józsa Román élet című munkáját (Erdélyi Ritkaságok 5. Kolozsvár, 1942).
A második világháború után Magyarországon fejtett ki történetírói munkásságot. Szilágyi Istvánnal szerkesztette A magyar református egyház története (Budapest, 1954) című kötetet. Bălcescu Miklós a magyar és román nép összefogásáért című tanulmánya (Budapest, 1954) a román-magyar kapcsolatokkal foglalkozott. Végül egy történeti módszertani kötetet írt: Történelemtanításunk a XIX. század első felében a korabeli tankönyvirodalom tükrében (Budapest, 1960).
Magyarországon különböző középiskolákban tanított, 1961-ben kandidátusi fokozatot szerzett a neveléstörténet témakörből, 1954–59-ig, majd újból 1964-től 1972-es nyugdíjazásáig lehetett az ELTE oktatója ill. főmunkatársa a Kelet-Európa Tanszéken.
Váratlanul hunyt el Antibes-ben, ahol Franciaországban élő fiát látogatta meg.